# Victor Deguise
Victor Joseph Dieudonné Deguise (22 December 1855 – 18 maart 1925) was vestingbouwkundige en commandant van de versterkte stelling Antwerpen tijdens het Beleg van Antwerpen in de Eerste Wereldoorlog.

## Carrière tot Wereldoorlog I
Na een militaire opleiding aan de Koninklijke Militaire School werd hij aangesteld bij de Genie. Van 1880 tot 1889 was hij repetitor en daarna werd hij tot 1809 professor in de vestingbouw aan de Militaire school. Tussen 1909 en 1911 stond hij aan het hoofd van de Genie in Brussel. In 1913 werd hij bevorderd tot generaal-majoor en in 1914 tot luitenant-generaal.

## Eerste Wereldoorlog
Op 8 september, meer dan 2 maanden na de inval van Duitsland in België, werd hij militair-gouverneur van de Versterkte Stelling Antwerpen ter vervanging van luitenant-generaal Arthur Dufour die kritiek had op de eerste uitval om de Duitse achterhoede aan te vallen.
Hij kreeg de orders van koning Albert I, hoofd van het Belgisch Leger, om de stad, tot het einde, tegen de Duitse inval te verdedigen.
Het beleg van Antwerpen begon op 28 september 1914. Deguise slaagde tot begin oktober de Duitse aanvallen af te slaan en zo aan een groot deel van de Belgische en Engelse soldaten de kans te bieden om zich terug te trekken. De inzet van de Duitse artillerie-houwitser Dikke Bertha maakte de situatie onhoudbaar. Op 9 oktober verplaatste hij zijn hoofdkwartier naar het Fort Sint-Marie op de linkeroever van de Schelde waar hij op 10 oktober capituleerde. Hij werd naar een krijgsgevangenkamp voor officieren in Duitsland gebracht, eerst in Heidelberg dan in Güterslogh,  en zou tot het einde van de oorlog in gevangenschap blijven.

## Na de Eerste Wereldoorlog
Na zijn periode als krijgsgevangene werd hij op non-actief gezet en moest hij in 1919-1920 voor een militaire onderzoekscommissie verschijnen die hem uiteindelijk vrijpleitte van plichtsverzuim bij de val van Antwerpen. Daarna mocht hij op pensioen gaan in 1920 en hij schreef een jaar later het boek ("La défence de Position Fortifiée d'Anvers en 1914") waarin hij zijn rol beschrijft tijdens de verdediging en capitulatie van het Nationale Reduit.
Hij stierf in 1925 op 69-jarige leeftijd.